# Liezel Huber
| Rang                    | Tennisspielerin         | Wochen |
| ----------------------- | ----------------------- | ------ |
| 1.                      | Martina Navratilova     | 237    |
| 2.                      | Liezel Huber            | 199    |
| 3.                      | Cara Black              | 163    |
| 4.                      | Kateřina Siniaková      | 140    |
| 5.                      | Lisa Raymond            | 137    |
| 6.                      | Natallja Swerawa        | 124    |
| 7.                      | Arantxa Sánchez Vicario | 111    |
| 8.                      | Roberta Vinci           | 110    |
| Stand: 24. Februar 2025 |                         |        |

Liezel Huber (* 21. August 1976 als Liezel Horn in Durban) ist eine ehemalige südafrikanische Tennisspielerin, die ab 2007 für die USA spielte.

## Karriere
Liezel Huber, die Hartplätze bevorzugt, begann im Alter von fünf Jahren mit dem Tennissport.
Ihre Profikarriere begann sie im April 1993. Im Gegensatz zu ihrer sehr erfolgreichen Doppelbilanz konnte sie im Einzel keinen bedeutenden Titel erringen. Mit ihrer Doppelpartnerin Cara Black gewann sie Grand-Slam-Titel in Wimbledon (2005, 2007) sowie bei den Australian Open (2007) und den US Open (2008). Für das südafrikanische Olympiateam trat Huber bei den Olympischen Sommerspielen 2000 in Sydney im Doppel an. Am 12. November 2007 setzte sie sich zusammen mit Cara Black an die Spitze der Doppelweltrangliste.
Nach der Annahme der US-amerikanischen Staatsbürgerschaft im Juli 2007 konnte sie im Fed Cup und auch bei den Olympischen Spielen für die USA spielen. In Peking trat sie 2008 mit der ehemaligen Weltranglistenersten im Einzel und Doppel, Lindsay Davenport, an. Sie erreichten dort das Viertelfinale, unterlagen dann jedoch den späteren Silbermedaillengewinnerinnen Anabel Medina Garrigues und Virginia Ruano Pascual aus Spanien mit 7:5, 6:7 und 6:8.
Huber und Black beendeten im April 2010 ihre Zusammenarbeit, beide spielen seitdem mit wechselnden Partnerinnen. So gewann Huber den Family Circle Cup mit Nadja Petrowa, spielte in Wimbledon mit Bethanie Mattek-Sands und bestritt die beiden in Kalifornien ausgetragenen Turniere der US Open Series in Stanford und San Diego mit Lindsay Davenport. Ab Sommer 2011 war Lisa Raymond ihre ständige Doppelpartnerin, mit der sie neun Titel gewann.
Im April 2017 erklärte sie ihren Rücktritt. Bei den US Open 2017 im August startete sie aber wiederum im Mixed-Wettbewerb, wo sie in der ersten Runde ausschied.

## Persönliches
Seit dem 25. Juli 2007 hat Liezel Huber die US-amerikanische Staatsbürgerschaft.
Am 19. Februar 2000 heiratete sie Tony Huber. Das Paar adoptierte am 27. September 2012 einen Jungen.

## Turniersiege

### Doppel
| Legende                |
| Grand Slam (7)         |
| Tennis Masters Cup (3) |
| WTA Masters Series (8) |
| WTA Tour (37)          |

| Titel nach Belag |
| Hartplatz (41)   |
| Sand (7)         |
| Rasen (5)        |
| Teppich (2)      |

| Nr. | Datum              | Turnier         | Belag             | Partnerin                   | Finalgegnerinnen                                   | Ergebnis          |
| --- | ------------------ | --------------- | ----------------- | --------------------------- | -------------------------------------------------- | ----------------- |
| 1.  | 7. Oktober 2001    | Tokio           | Hartplatz         | Rachel McQuillan            | Janet Lee Wynne Prakusya                           | 6:2, 6:0          |
| 2.  | 14. Oktober 2001   | Shanghai        | Hartplatz         | Lenka Němečková             | Evie Dominikovic Tamarine Tanasugarn               | 6:0, 7:5          |
| 3.  | 23. Oktober 2001   | Tokio           | Hartplatz         | Cara Black                  | Kim Clijsters Ai Sugiyama                          | 6:1, 6:3          |
| 4.  | 5. Januar 2002     | Auckland        | Hartplatz         | Nicole Arendt               | Henrieta Nagyová Květa Hrdličková                  | 7:5, 6:4          |
| 5.  | 31. März 2003      | Miami           | Hartplatz         | Magdalena Maleewa           | Shinobu Asagoe Nana Miyagi                         | 6:4, 3:6, 7:5     |
| 6.  | 6. April 2003      | Sarasota        | Hartplatz         | Martina Navratilova         | Shinobu Asagoe Nana Miyagi                         | 7:68, 6:3         |
| 7.  | 3. Mai 2003        | Warschau        | Sand              | Magdalena Maleewa           | Eleni Daniilidou Francesca Schiavone               | 3:6, 6:4, 6:2     |
| 8.  | 24. Mai 2003       | Madrid          | Sand              | Jill Craybas                | Rita Grande Angelique Widjaja                      | 6:4, 7:66         |
| 9.  | 26. Oktober 2003   | Linz            | Hartplatz (Halle) | Ai Sugiyama                 | Marion Bartoli Silvia Farina Elia                  | 6:1, 7:66         |
| 10. | 21. Februar 2004   | Hyderabad       | Hartplatz         | Sania Mirza                 | Li Ting Sun Tiantian                               | 7:61, 6:4         |
| 11. | 15. Mai 2005       | Rom             | Sand              | Cara Black                  | Maria Kirilenko Anabel Medina Garrigues            | 6:0, 4:6, 6:1     |
| 12. | 3. Juli 2005       | Wimbledon       | Rasen             | Cara Black                  | Swetlana Kusnezowa Amélie Mauresmo                 | 6:2, 6:1          |
| 13. | 19. Februar 2006   | Bangalore       | Hartplatz         | Sania Mirza                 | Anastassija Rodionowa Jelena Wesnina               | 6:3, 6:3          |
| 14. | 27. Mai 2006       | Straßburg       | Hartplatz         | Martina Navratilova         | Martina Müller Andreea Ehritt-Vanc                 | 6:2, 7:61         |
| 15. | 24. September 2006 | Kolkata         | Hartplatz (Halle) | Sania Mirza                 | Julija Bejhelsymer Juliana Fedak                   | 6:4, 6:0          |
| 16. | 28. Januar 2007    | Australian Open | Hartplatz         | Cara Black                  | Chan Yung-jan Chuang Chia-jung                     | 6:4, 6:74, 6:1    |
| 17. | 11. Februar 2007   | Paris           | Teppich (Halle)   | Cara Black                  | Gabriela Navrátilová Vladimíra Uhlířová            | 6:2, 6:0          |
| 18. | 18. Februar 2007   | Antwerpen       | Hartplatz (Halle) | Cara Black                  | Jelena Lichowzewa Jelena Wesnina                   | 7:5, 4:6, 6:1     |
| 19. | 24. Februar 2007   | Dubai           | Hartplatz         | Cara Black                  | Swetlana Kusnezowa Alicia Molik                    | 7:66, 6:4         |
| 20. | 25. Juni 2007      | Wimbledon       | Rasen             | Cara Black                  | Katarina Srebotnik Ai Sugiyama                     | 3:6, 6:3, 6:2     |
| 21. | 5. August 2007     | San Diego       | Hartplatz         | Cara Black                  | Wiktoryja Asaranka Anna Tschakwetadse              | 7:5, 6:4          |
| 22. | 14. Oktober 2007   | Moskau          | Teppich (Halle)   | Cara Black                  | Wiktoryja Asaranka Tazzjana Putschak               | 4:6, 6:1, [10:7]  |
| 23. | 28. Oktober 2007   | Linz            | Hartplatz (Halle) | Cara Black                  | Katarina Srebotnik Ai Sugiyama                     | 6:2, 3:6, [10:8]  |
| 24. | 11. November 2007  | Madrid          | Hartplatz (Halle) | Cara Black                  | Katarina Srebotnik Ai Sugiyama                     | 5:7, 6:3, [10:8]  |
| 25. | 17. Februar 2008   | Antwerpen       | Hartplatz (Halle) | Cara Black                  | Ai Sugiyama Květa Peschke                          | 6:1, 6:3          |
| 26. | 1. März 2008       | Dubai           | Hartplatz         | Cara Black                  | Yan Zi Zheng Jie                                   | 7:5, 6:2          |
| 27. | 13. Mai 2008       | Berlin          | Sand              | Cara Black                  | Nuria Llagostera Vives María José Martínez Sánchez | 3:6, 6:2, [10:2]  |
| 28. | 15. Juni 2008      | Birmingham      | Rasen             | Cara Black                  | Virginia Ruano Pascual Séverine Brémond            | 6:2, 6:1          |
| 29. | 21. Juni 2008      | Eastbourne      | Rasen             | Cara Black                  | Rennae Stubbs Květa Peschke                        | 2:6, 6:0, [10:8]  |
| 30. | 20. Juli 2008      | Stanford        | Hartplatz         | Cara Black                  | Jelena Wesnina Wera Swonarjowa                     | 6:4, 6:3          |
| 31. | 3. August 2008     | Montreal        | Hartplatz         | Cara Black                  | Maria Kirilenko Flavia Pennetta                    | 6:1, 6:1          |
| 32. | 7. September 2008  | US Open         | Hartplatz         | Cara Black                  | Samantha Stosur Lisa Raymond                       | 6:3, 7:66         |
| 33. | 19. Oktober 2008   | Zürich          | Hartplatz (Halle) | Cara Black                  | Patty Schnyder Anna-Lena Grönefeld                 | 6:1, 7:63         |
| 34. | 9. November 2008   | Katar           | Hartplatz         | Cara Black                  | Květa Peschke Rennae Stubbs                        | 6:1, 7:5          |
| 35. | 15. Februar 2009   | Paris           | Hartplatz (Halle) | Cara Black                  | Květa Peschke Lisa Raymond                         | 6:4, 3:6, [10:4]  |
| 36. | 21. Februar 2009   | Dubai           | Hartplatz         | Cara Black                  | Marija Kirilenko Agnieszka Radwańska               | 6:3, 6:3          |
| 37. | 17. Mai 2009       | Madrid          | Sand              | Cara Black                  | Květa Peschke Lisa Raymond                         | 4:6, 6:3, [10:6]  |
| 38. | 14. Juni 2009      | Birmingham      | Rasen             | Cara Black                  | Raquel Kops-Jones Abigail Spears                   | 6:1, 6:4          |
| 39. | 16. August 2009    | Cincinnati      | Hartplatz         | Cara Black                  | Nuria Llagostera Vives María José Martínez Sánchez | 6:3, 0:6, [10:2]  |
| 40. | 9. Januar 2010     | Auckland        | Hartplatz         | Cara Black                  | Natalie Grandin Laura Granville                    | 7:64, 6:2         |
| 41. | 15. Januar 2010    | Sydney          | Hartplatz         | Cara Black                  | Tathiana Garbin Nadja Petrowa                      | 6:1, 3:6, [10:3]  |
| 42. | 18. April 2010     | Charleston      | Sand              | Nadja Petrowa               | Vania King Michaëlla Krajicek                      | 6:3, 6:4          |
| 43. | 1. August 2010     | Stanford        | Hartplatz         | Lindsay Davenport           | Chan Yung-jan Zheng Jie                            | 7:5, 6:78, [10:8] |
| 44. | 20. Februar 2011   | Dubai           | Hartplatz         | María José Martínez Sánchez | Květa Peschke Katarina Srebotnik                   | 7:65, 6:3         |
| 45. | 14. August 2011    | Toronto         | Hartplatz         | Lisa Raymond                | Wiktoryja Asaranka Marija Kirilenko                | walk-over         |
| 46. | 11. September 2011 | US Open         | Hartplatz         | Lisa Raymond                | Jaroslawa Schwedowa Vania King                     | 4:6, 7:65, 7:63   |
| 47. | 1. Oktober 2011    | Tokio           | Hartplatz         | Lisa Raymond                | Gisela Dulko Flavia Pennetta                       | 7:64, 0:6, [10:6] |
| 48. | 30. Oktober 2011   | Istanbul        | Hartplatz (Halle) | Lisa Raymond                | Květa Peschke Katarina Srebotnik                   | 6:4, 6:4          |
| 49. | 12. Februar 2012   | Paris           | Hartplatz (Halle) | Lisa Raymond                | Anna-Lena Grönefeld Petra Martić                   | 7:63, 6:1         |
| 50. | 19. Februar 2012   | Doha            | Hartplatz         | Lisa Raymond                | Raquel Kops-Jones Abigail Spears                   | 6:3, 6:1          |
| 51. | 25. Februar 2012   | Dubai           | Hartplatz         | Lisa Raymond                | Sania Mirza Jelena Wesnina                         | 6:2, 6:1          |
| 52. | 17. März 2012      | Indian Wells    | Hartplatz         | Lisa Raymond                | Sania Mirza Jelena Wesnina                         | 6:2, 6:3          |
| 53. | 26. August 2012    | New Haven       | Hartplatz         | Lisa Raymond                | Andrea Hlaváčková Lucie Hradecká                   | 4:6, 6:0, [10:4]  |

### Mixed
| Nr. | Datum              | Turnier     | Kategorie  | Belag     | Partner   | Finalgegner                        | Ergebnis          |
| --- | ------------------ | ----------- | ---------- | --------- | --------- | ---------------------------------- | ----------------- |
| 1.  | 7. Juni 2009       | French Open | Grand Slam | Sand      | Bob Bryan | Vania King Marcelo Melo            | 5:7, 7:65, [10:7] |
| 2.  | 13. September 2010 | US Open     | Grand Slam | Hartplatz | Bob Bryan | Květa Peschke Aisam-ul-Haq Qureshi | 6:4, 6:4          |

## Resultate bei bedeutenden Turnieren

### Doppel
Die Tabelle listet die Ergebnisse der Grand-Slam-Turniere, der Tour Championships, der Olympischen Spiele, des Fed Cups bzw Billie Jean King Cups und der Turniere folgender Kategorien auf: 1990–2008: Tier I, 2009–2020: Premier Mandatory und Premier 5, ab 2021: WTA 1000.
| Turnier            | 1995 | 1996 | 1997 | 1998 | 1999 | 2000 | 2001 | 2002 | 2003 | 2004 | 2005 | 2006 | 2007 | 2008 | 2009 | 2010 | 2011 | 2012 | 2013 | 2014 | 2015 | 2016 | 2017 | Karriere |
| ------------------ | ---- | ---- | ---- | ---- | ---- | ---- | ---- | ---- | ---- | ---- | ---- | ---- | ---- | ---- | ---- | ---- | ---- | ---- | ---- | ---- | ---- | ---- | ---- | -------- |
| Australian Open    | 2    | —    | —    | 1    | 1    | —    | 2    | AF   | —    | HF   | 2    | AF   | S    | VF   | VF   | F    | HF   | VF   | AF   | AF   | —    | —    | 2    | 1 × S    |
| French Open        | 1    | —    | 2    | 1    | AF   | VF   | 2    | HF   | 1    | 1    | F    | 2    | HF   | HF   | HF   | HF   | HF   | 1    | 1    | AF   | —    | —    | —    | 1 × F    |
| Wimbledon          | 1    | —    | 1    | 1    | HF   | 2    | 1    | 2    | AF   | F    | S    | VF   | S    | HF   | HF   | HF   | VF   | HF   | AF   | 2    | —    | —    | —    | 2 × S    |
| US Open            | 1    | 1    | —    | 1    | VF   | 2    | 2    | 2    | VF   | VF   | —    | AF   | 2    | S    | F    | F    | S    | AF   | AF   | —    | —    | —    | —    | 2 × S    |
| WTA Finals         | —    | —    | —    | —    | —    | —    | —    | VF   | —    | —    | —    | —    | S    | S    | F    | —    | S    | HF   | —    | —    | —    | —    | —    | 3 × S    |
| Doha               |      |      |      |      |      |      |      |      |      |      |      |      |      | F    |      |      |      | S    | 1    | AF   |      | —    |      | 1 × S    |
| Dubai              |      |      |      |      |      |      |      |      |      |      |      |      |      |      | S    | HF   | S    |      |      |      | —    |      | —    | 2 × S    |
| Indian Wells       |      |      | —    | —    | 1    | —    | AF   | VF   | AF   | AF   | AF   | —    | —    | —    | AF   | VF   | VF   | S    | 1    | 1    | —    | —    | —    | 1 × S    |
| Miami              | 2    | —    | —    | 1    | 1    | HF   | HF   | HF   | S    | VF   | HF   | F    | F    | F    | AF   | 1    | F    | 1    | VF   | 1    | —    | —    | —    | 1 × S    |
| Hilton Head Island | —    | —    | —    | —    | —    | AF   |      |      |      |      |      |      |      |      |      |      |      |      |      |      |      |      |      | 1 × AF   |
| Charleston         |      |      |      |      |      |      | VF   | 1    | 1    | VF   | —    | VF   | HF   | HF   |      |      |      |      |      |      |      |      |      | 2 × HF   |
| Rom                | —    | —    | —    | —    | 1    | —    | VF   | 1    | VF   | AF   | S    | AF   | HF   | VF   | VF   | HF   | AF   | HF   | AF   | AF   | —    | —    | —    | 1 × S    |
| Madrid             |      |      |      |      |      |      |      |      |      |      |      |      |      |      | S    | AF   | AF   | AF   | 1    | 1    | —    | —    | —    | 1 × S    |
| Berlin             | —    | —    | —    | —    | VF   | —    | AF   | AF   | HF   | VF   | F    | AF   | HF   | S    |      |      |      |      |      |      |      |      |      | 1 × S    |
| San Diego          |      |      |      |      |      |      |      |      |      | VF   | —    | VF   | S    |      |      |      |      |      |      |      |      |      |      | 1 × S    |
| Cincinnati         |      |      |      |      |      |      |      |      |      |      |      |      |      |      | S    | HF   | VF   | AF   | VF   | —    | —    | —    | —    | 1 × S    |
| Kanada             | —    | —    | —    | —    | —    | AF   | 1    | HF   | HF   | F    | —    | —    | F    | S    | HF   | 2    | S    | HF   | AF   | —    | —    | —    | —    | 2 × S    |
| Tokio              | —    | —    | —    | —    | —    | —    | 1    | 1    | —    | VF   | VF   | —    | —    | —    | HF   | HF   | S    | —    | F    |      |      |      |      | 1 × S    |
| Wuhan              |      |      |      |      |      |      |      |      |      |      |      |      |      |      |      |      |      |      |      | —    | —    | —    | —    | —        |
| München            |      |      |      | —    | —    |      |      |      |      |      |      |      |      |      |      |      |      |      |      |      |      |      |      | —        |
| Zürich             | —    | —    | —    | —    | —    | —    | —    | 1    | HF   | VF   | —    | F    | HF   |      |      |      |      |      |      |      |      |      |      | 1 × F    |
| Philadelphia       | —    |      |      |      |      |      |      |      |      |      |      |      |      |      |      |      |      |      |      |      |      |      |      | —        |
| Peking             |      |      |      |      |      |      |      |      |      |      |      |      |      |      | VF   | AF   | HF   | —    | AF   | —    | —    | —    | —    | 1 × HF   |
| Moskau             |      |      | —    | —    | —    | —    | —    | 1    | —    | —    | —    | VF   | S    | F    |      |      |      |      |      |      |      |      |      | 1 × S    |
| Olympische Spiele  |      | —    |      |      |      | 1    |      |      |      | —    |      |      |      | VF   |      |      |      | KF   |      |      |      | —    |      | 1 × VF   |
| Fed Cup            |      |      |      |      |      |      |      |      |      |      |      |      |      |      | F    | F    | 1    | PO   | 1    |      |      |      |      | 2 × F    |

Zeichenerklärung: S = Turniersieg; F, HF, VF, AF = Einzug ins Finale, Halb-, Viertel-, Achtelfinale; 1, 2, 3 = Ausscheiden in der 1., 2., 3. Haupt- / Finalrunde; Q1, Q2, Q3 = Ausscheiden in der 1., 2. 3. Qualifikationsrunde; KF (kleines Finale) = unterlegen im Spiel um Platz drei; RR = Round Robin (Gruppenphase); nicht ausgetragen oder andere Kategorie; PO (Playoff), P2 = Auf-/Abstiegsrunde zur Weltgruppe I/II im Fed Cup; W2, K1, K2, K3 = Teilnahme in der Weltgruppe II, Kontinentalgruppe I, II, III im Fed Cup.

### Mixed
| Turnier         | 1997 | 1998 | 1999 | 2000 | 2001 | 2002 | 2003 | 2004 | 2005 | 2006 | 2007 | 2008 | 2009 | 2010 | 2011 | 2012 | 2013 | 2014 | 2015 | 2016 | 2017 | Karriere |
| --------------- | ---- | ---- | ---- | ---- | ---- | ---- | ---- | ---- | ---- | ---- | ---- | ---- | ---- | ---- | ---- | ---- | ---- | ---- | ---- | ---- | ---- | -------- |
| Australian Open | —    | —    | —    | —    | 1    | AF   | —    | HF   | F    | AF   | HF   | AF   | AF   | 1    | AF   | VF   | AF   | 1    | —    | —    | 1    | F        |
| French Open     | —    | 1    | 1    | 1    | 1    | 1    | AF   | 1    | VF   | AF   | VF   | VF   | S    | 1    | 1    | VF   | HF   | AF   | —    | —    | —    | S        |
| Wimbledon       | 1    | 1    | 1    | 1    | F    | AF   | HF   | AF   | HF   | 2    | 2    | HF   | HF   | 2    | VF   | HF   | AF   | 2    | —    | —    | —    | F        |
| US Open         | —    | —    | 1    | —    | —    | —    | VF   | 1    | —    | 1    | HF   | F    | HF   | S    | AF   | HF   | VF   | —    | —    | —    | 1    | S        |

## Auszeichnungen
- WTA Doubles Team of the Year – 2007, 2008